# Navratri
 (octobre 2024).

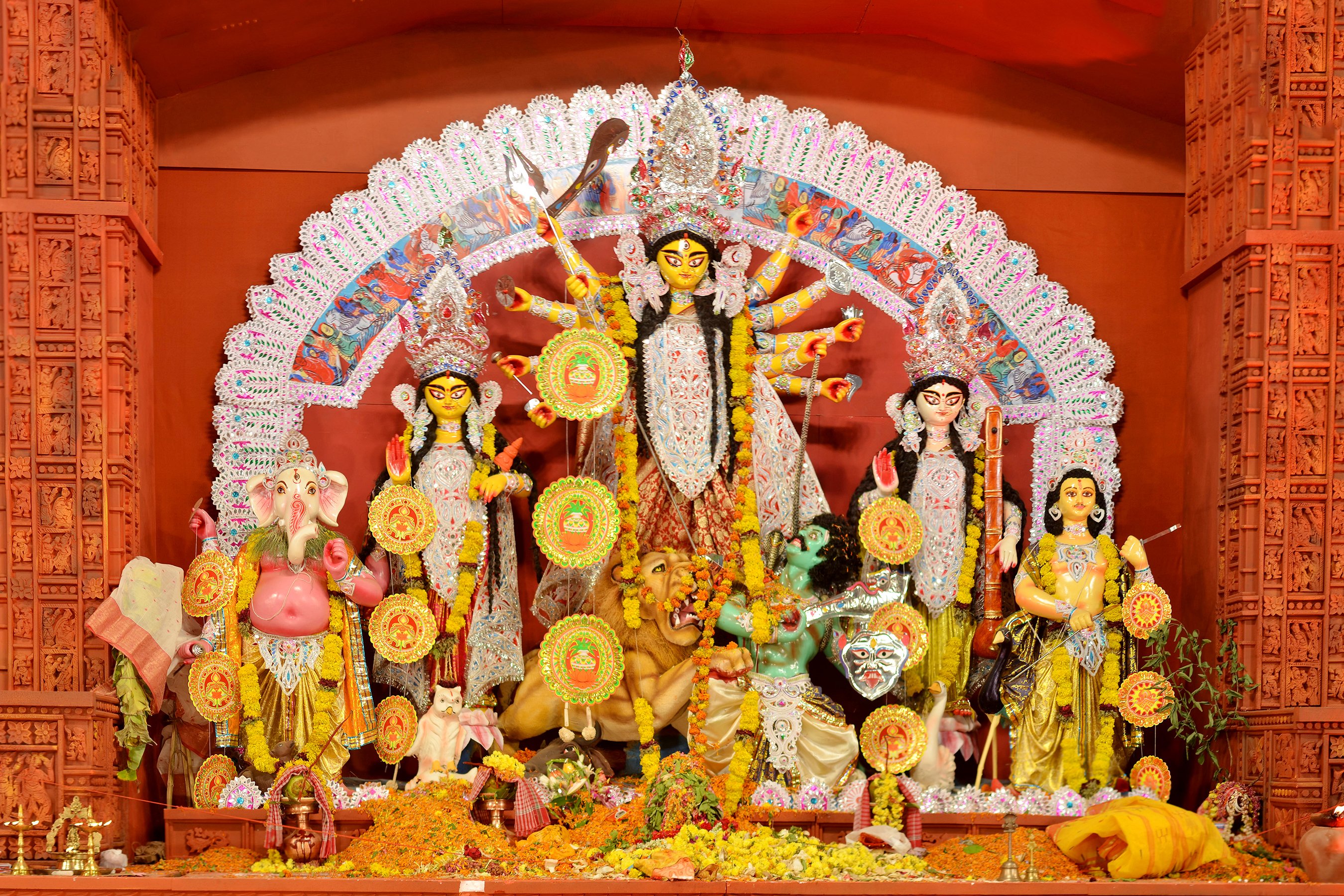
Représentation de la déesse Durga pour Navratri

Navrātri ou Navarātri (sanskrit : नवरात्रि, littéralement : « neuf (nava) nuits (rātri) ») est une fête hindoue parmi les plus populaires en Inde, au cours de laquelle on célèbre durant neuf nuits et dix jours diverses formes de la Shakti, l'Énergie féminine divine: Ainsi, dans l'Est de l'Inde, c'est principalement la déesse Durga qui est très fêtée durant cette période, tandis que dans le Sud, c'est Sarasvati qui est à l'honneur. Dans le Nord, il n'est pas rare de voir une célébration consacrée au grand poème épique du Ramayana.

## Formes de la Shakti
- Shailputri
- Bhramacharini
- Chandraghanta
- Kushmanda
- Skanda Mata
- Katyayani
- Kalratri
- Mahagauri
- Siddhidatri

Chaque jour du Navratri représente une des formes divine de la Shakti (dans l'ordre donné ci-dessus). En outre, chacune de ces Shakti possède une couleur et un chant (arti) qui lui sont propres. 

## Célébration
La fête débute pendant le mois d'āshwin, qui est à cheval sur les mois de septembre et d'octobre du calendrier grégorien, et dure généralement neuf nuits et dix jours. Cependant, les dates étant déterminées précisément par le calendrier lunaire hindou, la durée de la fête peut durer un jour en plus ou en moins. 

### Déroulement
Navratri est une période d'introspection et de purification, et c'est traditionnellement une époque propice au lancement de nouvelles entreprises. Elle est divisée en groupes de trois jours d'adoration, les fidèles recherchant la bénédiction des trois aspects de l'énergie féminine divine, d'où les neuf jours de célébration. Au cours des trois premiers jours, la Déesse Mère est invoquée sous la forme spirituelle de Durga pour détruire toutes les impuretés, les vices et les défauts. Les trois jours suivants, la Déesse Mère est adorée sous la forme de Lakshmi, en qui on voit le pouvoir de donner à ses fidèles la richesse infinie. Les trois derniers jours sont dédiés, dans certains États de l'Inde, à l'adoration de la déesse de la sagesse, Sarasvatî, afin de connaître tous les succès dans la vie. Enfin, le dixième jour (« Vijayadasmi ») de Navratri, on célèbre Dussehra (« Victoire du dixième jour »), et à cette occasion on brûle une effigie de Râvana pour célébrer la victoire du bien (représenté par Râma) sur le mal.

### Particularités régionales

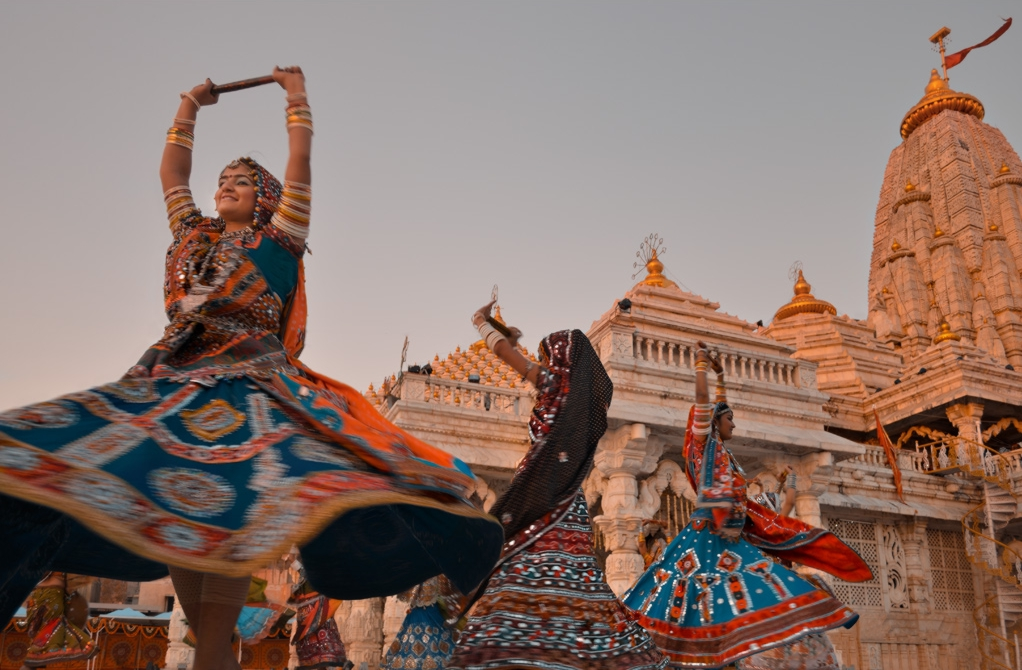
Des femmes dansant la Garba devant le temple Ambaji, au Gujarat

Navaratri est célébrée de différentes manières dans toute l'Inde. Dans le nord du pays, cette fête est commémorée avec beaucoup de ferveur en jeûnant et en rendant grâce à la Déesse Mère sous ses différentes formes. Dans l'État du Gujarat, Navratri est célébrée avec une danse traditionnelle appelée Garbâ, au cours de laquelle les femmes, qui portent sur leur tête des représentations de temples, évoluent en cercle et chantent en chœur.

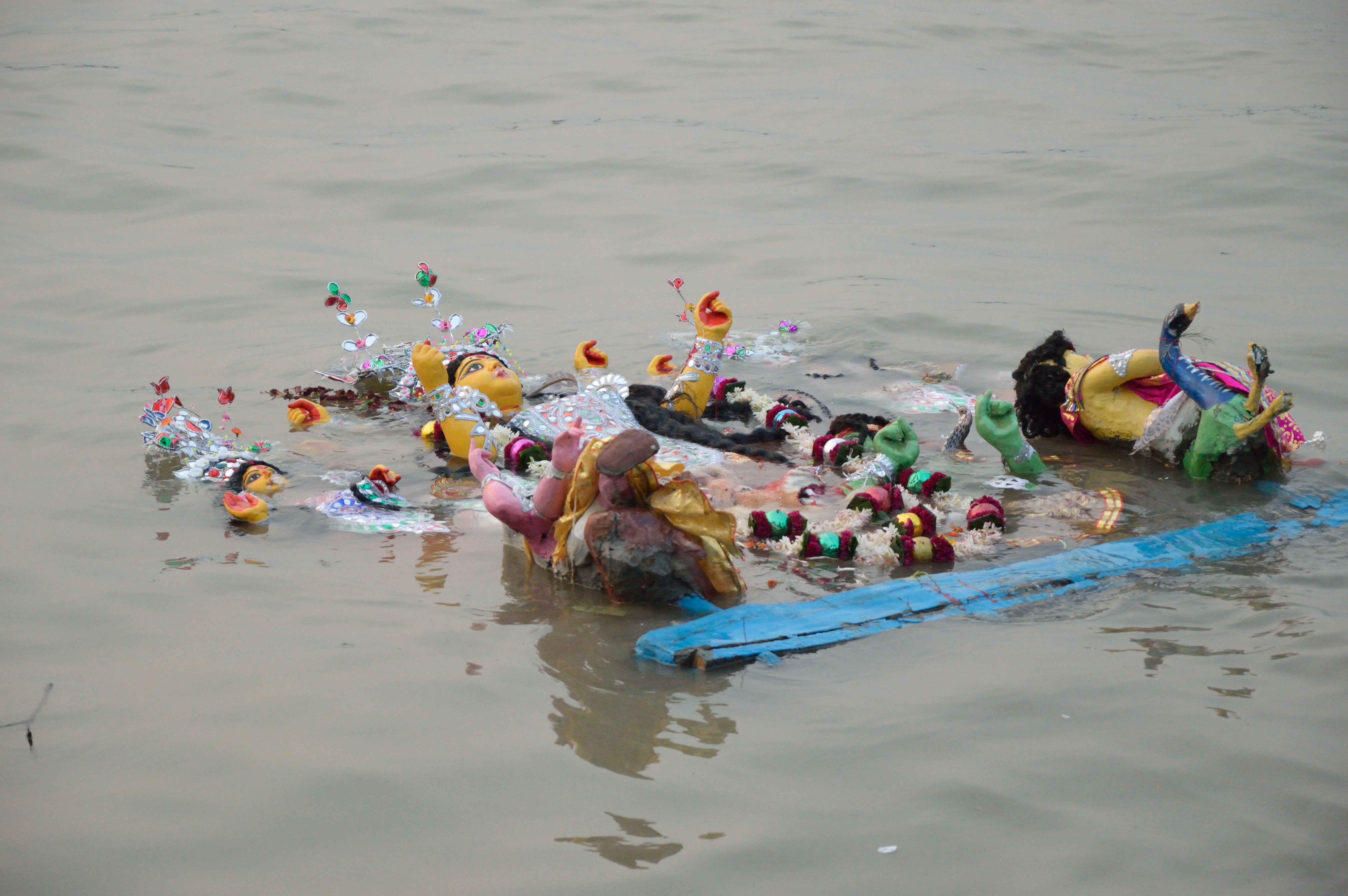
Une statue de la déesse Durga flottant dans le fleuve Hooghly, à Calcutta

Dans l'État du Bengale-Occidental, et notamment à Calcutta, ce sont les quatre derniers jours de Navratri qui sont particulièrement célébrés, sous le nom de « Durga Puja ». On expose dans les temples et les lieux publics des statues de la déesse Durga en train de tuer le démon-buffle Mahîshâsura. Après quatre jours d'adoration, durant desquels les dévots espèrent gagner santé et prospérité, ces statues sont immergées dans le fleuve Hooghly, au cours d'une procession. 

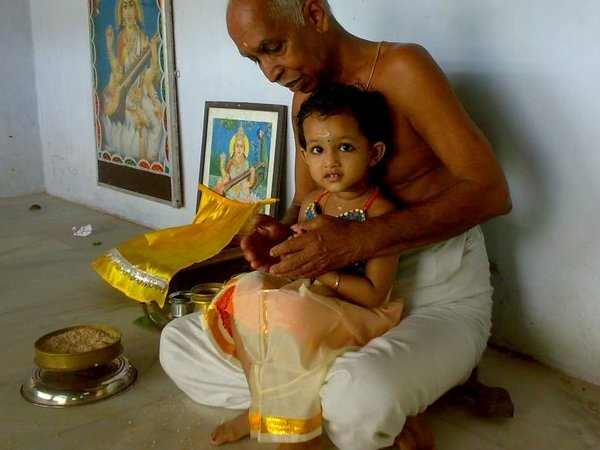
Préparation pour une prière à Saraswati pour Navaratri, au Kerala.

Les célébrations dans le Sud de l'Inde prennent plusieurs de formes. On prie la déesse « Chamundeshwari » et on expose des statuettes et des jouets colorés dans sa maison (le Golu). Il existe une légende qui explique cette tradition: un jour, la déesse Durga avait besoin de beaucoup de pouvoir pour tuer le démon Mahishasura, et tous les autres dieux donnèrent à celle-ci leurs pouvoirs. Ensuite ils se tinrent tous debout comme les statuettes. De plus, le Vijayadasami est considéré comme une journée propice 